# Family Mahjong
 (mars 2019).
Si vous disposez d'ouvrages ou d'articles de référence ou si vous connaissez des sites web de qualité traitant du thème abordé ici, merci de compléter l'article en donnant les références utiles à sa vérifiabilité et en les liant à la section « Notes et références ».
Family Mahjong (ファミリーマージャン) est un jeu vidéo de mah-jong sorti en 1987 sur Famicom. Le jeu a été édité par Namco.